# Hugo Leonardo Pérez
|  | No s'ha de confondre amb Hugo Pérez (soccer). |

Hugo Leonardo Pérez (Avellaneda, 6 d'octubre de 1968) és un futbolista argentí retirat que jugava de migcampista. Va començar en el Racing Club de Avellaneda, per jugar després en Ferrocarril Oeste i l'altre equip de la seua ciutat natal, l'Independiente. Entre 1994 i 1997 va militar al Sporting de Gijón de la lliga espanyola. Al seu retorn a l'Argentina, va militar a Estudiantes de La Plata fins a la seua retirada el 1998. Hugo Pérez va ser 13 vegades internacional amb la selecció de futbol de l'Argentina, marcant 3 gols en 14 partits. Va formar part del combinat del seu país que va acudir al Mundial dels Estats Units 1994 i a la Copa Amèrica de l'any següent. Amb la selecció olímpica va estar als Jocs Olímpics de 1988.